# Estatua de Lenin (Seattle)
La Estatua de Lenin es una estatua de bronce en el barrio Fremont de Seattle, Washington (Estados Unidos). Mide 5 m y representa al revolucionario comunista ruso Vladimir Lenin. Fue creada por el escultor eslovaco de origen búlgaro Emil Venkov e inicialmente se exhibió en la República Socialista Checoslovaca en 1988, el año anterior a la Revolución de Terciopelo. Después de la disolución de la URSS, una ola de desleninización provocó la caída de muchos monumentos en la antigua esfera soviética. En 1993, la estatua fue comprada por un estadounidense que la había encontrado tirada en un depósito de chatarra. Se lo llevó a su casa en el estado de Washington, pero murió antes de que pudiera llevar a cabo sus planes para exhibirlo formalmente.
Desde 1995, la estatua se ha mantenido en fideicomiso a la espera de un comprador, de pie en exhibición temporal por última vez en una esquina de una calle en Fremont. Se ha convertido en un hito local, siendo frecuentemente decorada o destrozada. La estatua ha desatado controversias políticas, incluidas críticas por ser comunista elegante y no tomar en serio el significado histórico del leninismo y el comunismo (o tomarlo demasiado en serio), o por comparar la supuesta aceptación de un símbolo político tan cargado con la eliminación de los monumentos confederados y memoriales. Gran parte del debate ignora la propiedad privada de la estatua y la instalación en propiedad privada, y el público y el gobierno prácticamente no tienen voz en el asunto.

## Comisión y construcción

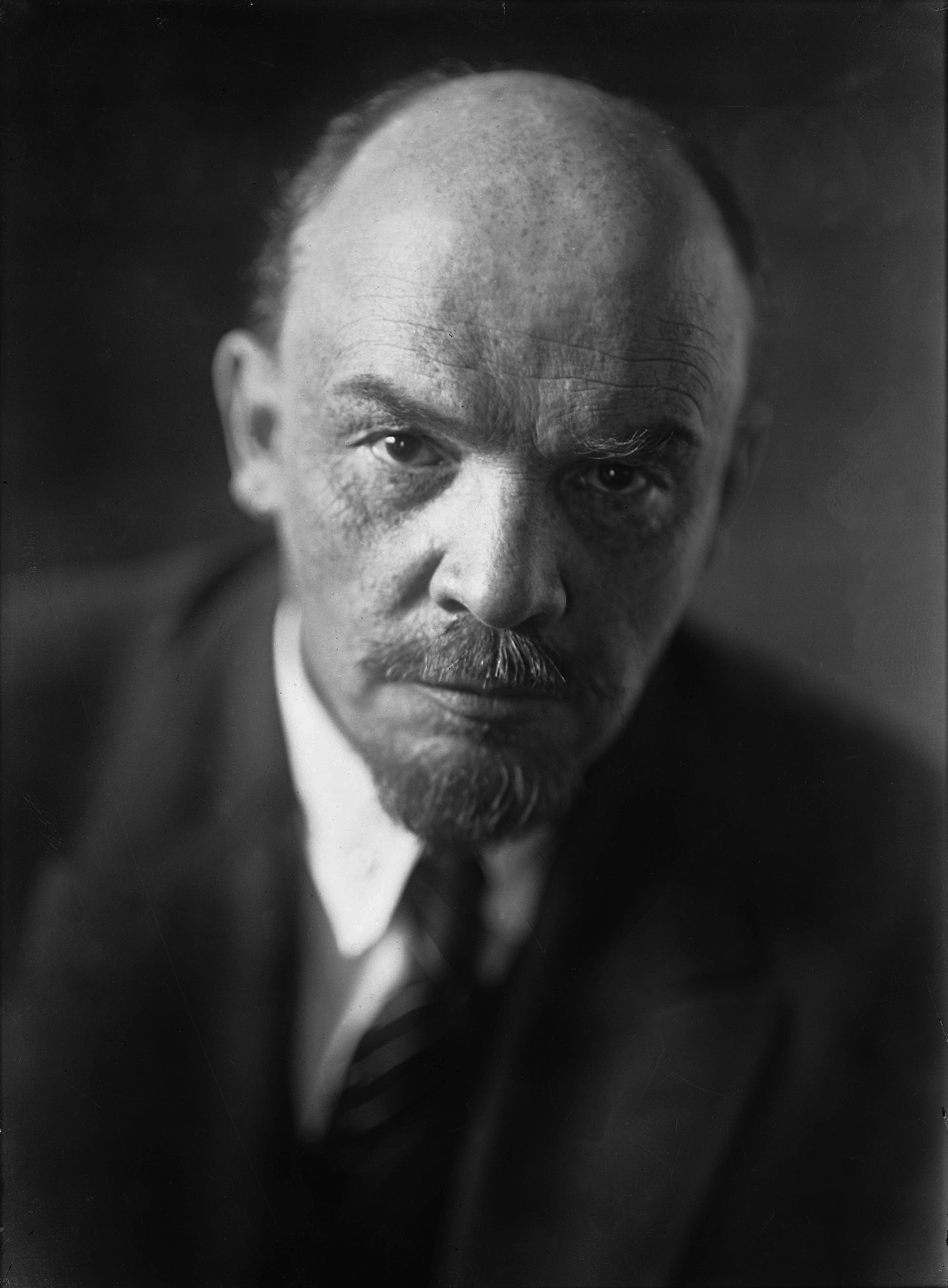
Vladimir Lenin, el tema de la escultura.

La estatua fue construida por el escultor eslovaco nacido en Bulgaria Emil Venkov (1937-2017) bajo un encargo de 1981 del Partido Comunista de Checoslovaquia. Mientras seguía los límites de su comisión, Venkov pretendía retratar a Lenin como un portador de la revolución, en contraste con las representaciones tradicionales de Lenin como filósofo y educador.
El trabajo de Venkov se completó e instaló en Poprad, República Socialista Checoslovaca (ahora Eslovaquia), en 1988 a un costo de 334 000 coronas (unos 210 000 dólares en 2010), poco antes de la caída de la República Socialista Checoslovaca durante la Revolución de Terciopelo de 1989.

## Venta y traslado a Seattle
Lewis E. Carpenter, un profesor de inglés en Poprad originario de Issaquah, encontró la monumental estatua hueca tirada en un depósito de chatarra con un vagabundo viviendo dentro. La estatua de Lenin estaba esperando para ser cortada y vendida por el precio del bronce. Carpenter conoció y se hizo amigo de Venkov en una visita anterior a Checoslovaquia. El interés inicial de Carpenter en comprar la estatua fue preservarla por su valor histórico y artístico. Más tarde, tenía la intención de usarlo para atraer clientes para un restaurante étnico eslovaco que quería abrir en Issaquah.
En estrecha colaboración con un periodista local y buen amigo, Tomáš Fülöpp, Carpenter se acercó a los funcionarios de la ciudad de Poprad y dijo que, a pesar de su actual impopularidad, la estatua seguía siendo una obra de arte que valía la pena conservar y se ofreció a comprarla por 13 000 dólares (20 000 dólares de 2021). Después de trabas burocráticas, firmó un contrato con el alcalde de Poprad el 16 de marzo de 1993. El alcalde luego comenzó a reconsiderar y le pidió al Concejo Municipal que votara sobre la venta. Después de votar para aprobarlo, el consejo de Poprad reconsideró y pidió al Ministerio de Cultura eslovaco su bendición, que le fue otorgada cuatro meses después.
Después de la aprobación final para comprar y trasladar la estatua fuera del país, Carpenter consultó tanto con Venkov como con el arquitecto que había supervisado la fundición original del bronce antes de decidir cortar la estatua en tres partes y enviarla 2414 km a Róterdam, y luego a los Estados Unidos, todo lo cual finalmente costó 40 000 dólares (unos 80 000 dólares en 2021). Carpenter financió gran parte de eso hipotecando su casa. La estatua llegó a Issaquah en agosto de 1993 y Carpenter planeó instalarla frente a un restaurante eslovaco. Murió en un accidente automovilístico en febrero de 1994, durante los debates públicos sobre si exhibir la estatua en Issaquah que terminaron con el rechazo de los residentes del suburbio. Después de la muerte de Carpenter, su familia planeó vender la estatua a una fundición de Fremont para que la fundieran y la reutilizaran en una nueva pieza. El fundador de la fundición, Peter Bevis, buscó en cambio exhibir la estatua en Fremont y acordó que la Cámara de Comercio de Fremont mantuviera la estatua en fideicomiso durante 5 años o hasta que se encontrara un comprador. La estatua se inauguró el 3 de junio de 1995, en la esquina de Evanston Avenue North y North 34th Street en una propiedad privada, una cuadra al sur del Fremont Rocket, otra atracción artística de Fremont.
Los propietarios trasladaron la estatua dos cuadras al norte hasta la intersección de Fremont Place North, North 36th Street y Evanston Avenue North en 1996, en una propiedad con espacios comerciales ocupados por un Taco del Mar y una heladería en ese momento. La nueva ubicación está a tres cuadras al oeste de Fremont Troll, una instalación de arte de Fremont debajo del Puente Aurora.
La familia Carpenter continúa buscando un comprador para la estatua. A 2015 , el precio de venta fue 250 000 dólares, superior al precio de 150 000 dólares de 1996 (unos 260 000 dólares).

## Hito turístico
La estatua de Lenin se convirtió en un hito de Fremont y objeto de curiosidad, representando la naturaleza peculiar del barrio artístico, cuyo lema es Libertas Quirkas : libertad para ser peculiar. Al igual que el Fremont Troll y la escultura Esperando el interurbano, la estatua de Lenin a menudo ha sido decorada, apropiada o destrozada con diversas intenciones, tanto caprichosas como serias.
Knute Berger, reconociendo que "se supone que debemos divertirnos" con la "caprichería hippie" de un símbolo soviético en medio de una ciudad estadounidense, dijo que ver la estatua no puede evitar recordarnos la matanza y la represión que inspiró Lenin. Pero Berger reflexionó que quizás el significado de esta reliquia soviética sea el contrario, que se trate de “un trofeo del triunfalismo occidental”, que representa la victoria sobre el comunismo y la caída del Muro de Berlín. Al sacar la estatua de su contexto original, en el que estaba destinada a asombrar al pueblo eslovaco, en un nuevo contexto en el que no oprime a nadie y se utiliza por completo al servicio de la libre empresa y la obtención de beneficios. Berger continúa comparando la estatua de Lenin con los tótems de los nativos americanos, muchos de los cuales alguna vez estuvieron en exhibición en la ciudad que se convirtieron en un "símbolo de Seattle". Algunos de los 'tótems' más icónicos de Seattle (en realidad, postes de casas tallados en tlingit de Alaska) fueron robados descaradamente de una aldea de Alaska por miembros respetados de la comunidad científica y empresarial, la expedición Harriman Alaska, tan inmersos en el triunfo de su propia cultura sobre esa. de los nativos americanos que se pensó poco en lo que el doctor Robin K. Wright del Museo Burke llamó "un caso muy claro de robo". Berger dijo que la historia de la victoria de una cultura sobre otra contada por el tótem, o la estatua de Lenin, lo convierte en "un ícono, pero si conoces la historia, uno complicado".
Se ha agregado a la estatua una estrella roja brillante de estilo soviético o luces navideñas durante la temporada navideña desde 2004. Para el Desfile del Solsticio de 2004, se hizo que la estatua se pareciera a John Lennon. Durante la Semana del Orgullo Gay, la estatua se viste de mujer.
La BBC destacó la estatua de Lenin de Seattle después de que los manifestantes retiraran las estatuas de Lenin en Ucrania.
Las manos de la estatua a menudo se pintan (y vuelven a pintar) de rojo para protestar por lo que los críticos perciben como la glorificación de lo que ven como un villano histórico que tiene las manos manchadas de sangre. El restaurante Taco del Mar, uno de los inquilinos de la propiedad comercial, construyó un burrito de escala monumental envuelto en papel de aluminio para que la estatua lo sostuviera, que según un editor de Fremont no resultó como se esperaba, sino que "parecía un tonto".
En junio de 2017, el escultor de la estatua, Emil Venkov, murió a los 79 años. La Asociación de Artistas Eslovacos notó la pérdida de un artista cuya larga carrera ayudó a definir la escultura arquitectónica y monumental eslovaca, creando obras distintivas por su subtexto.
Los medios de extrema derecha han presentado el ejemplo de la estatua de Fremont Lenin para protestar por la eliminación de los monumentos y monumentos conmemorativos confederados en los EE. UU. El 16 de agosto de 2017, a raíz de la manifestación Unite the Right de Charlottesville, Virginia, el teórico de la conspiración pro-Trump Jack Posobiec encabezó una reunión de varios manifestantes en la estatua para exigir su eliminación. El mismo día, el alcalde Ed Murray dijo que su oficina se comunicó con el cementerio de Lake View para "expresar nuestras preocupaciones" sobre el United Confederate Veterans Memorial allí y solicitar su eliminación. El 17 de agosto, Murray agregó que creía que la estatua de Lenin también debería desaparecer porque "no debemos idolatrar a figuras que cometieron atrocidades violentas y trataron de dividirnos", aunque sabía que la estatua de Lenin también estaba en propiedad privada. En los días siguientes, un miembro del personal de la ciudad le dijo a The Washington Post extraoficialmente que el Ayuntamiento de Seattle estaba considerando debatir una resolución simbólica sobre la eliminación de la estatua de Lenin y el monumento confederado, aunque el gobierno de la ciudad no tiene poder para eliminarlos en contra de los deseos de los propietarios, ya que ni el monumento ni las fincas en las que se encuentran son de propiedad municipal. En un artículo sobre los monumentos confederados en USA Today, Allen Guelzo dijo que debería haber un movimiento de manifestantes pidiendo que se retire la estatua, ya que las "ideas y hechos asesinos de Lenin eclipsan cualquiera de [los] pecados" de Robert E. Lee.
Un proyecto de ley presentado a la legislatura estatal a principios de 2019 por un grupo de representantes republicanos pedía la remoción y el reemplazo de la estatua, en respuesta a un proyecto de ley que reconsideraba una estatua de Marcus Whitman en el Capitolio de Washington. Una de las principales terratenientes de Fremont, la empresaria Suzie Burke, le dijo a la radio KUOW que si alguno de los patrocinadores del proyecto de ley realmente viviera en el área de Seattle, los habría invitado a venir a Fremont para discutirlo y les habría recordado que el gobierno no no tiene la autoridad para retirar obras de arte de propiedad privada en propiedad privada. Uno de los patrocinadores del proyecto de ley dijo que nunca infringiría los derechos de propiedad privada y que el proyecto de ley pretendía ser una reacción irónica a la oposición del Senado estatal a la estatua de Whitman.
En medio de las protestas de George Floyd de 2020, personas desconocidas derribaron el monumento confederado en el cementerio de Lake View. Había sido criticado por los manifestantes y atacado con vandalismo y grafiti en los últimos años.